# خانه امن

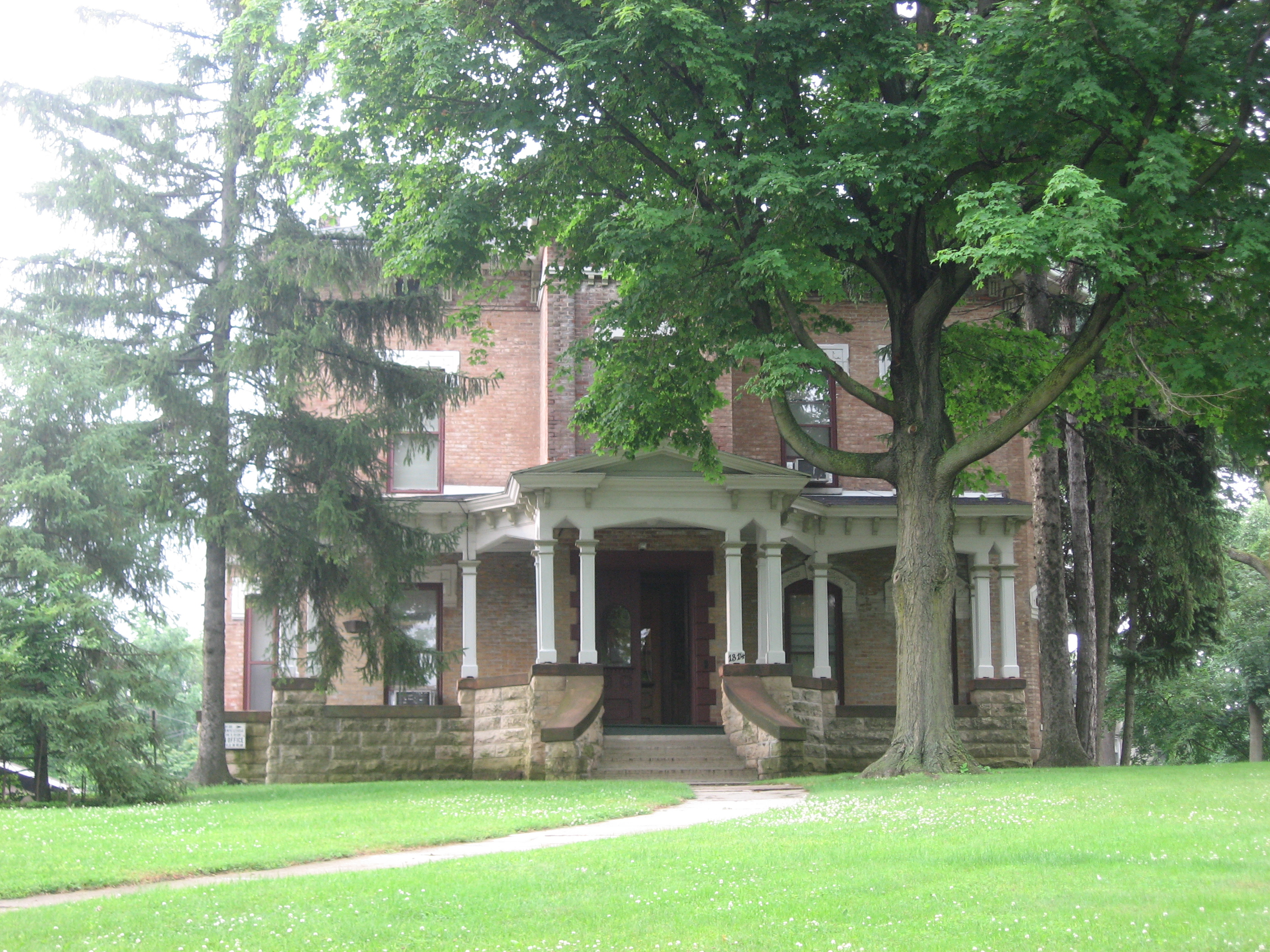
نمای جلوی خانه پرینگل-پاتریک، واقع در در اسپرینگفیلد، اوهایو، ایالات متحده. در سال ۱۸۷۷ ساخته شد و از زمانی که به یک پناهگاه زنان تبدیل شد، در فهرست ملی اماکن تاریخی ثبت شده است.

خانهٔ امن با مفهومِ پناهگاهِ زنان و پناهگاهِ زنانِ آسیب‌دیده، مکانی برای محافظت و حمایتِ موقت از زنانی است که از خشونت خانگی یا خشونتِ شریکِ زندگی فرار می‌کنند. این اصطلاح همچنین اغلب برای توصیف مکانی استفاده می‌شود که برای افرادِ در معرضِ خطر از هر جنسیت باز است.
خانه هایِ امن در سراسرِ جهان، به زنان کمک می‌کند تا منابع ملموسی را برای کمک به خود و خانواده‌هایشان برایِ ایجادِ یک زندگیِ تازه به دست آورند. در نهایت، این پناهگاه‌ها برای زنان آسیب دیده ارزشمند هستند، زیرا می‌توانند به زنان کمک کنند تا دوباره احساسِ توانمندی پیدا کنند. خانه هایِ امن در بیش از چهل و پنج کشور وجود دارند. آنها بیشتر با منابع دولتی و همچنین صندوق‌های غیرانتفاعی حمایت می‌شوند. علاوه بر این، بسیاری از نیکوکاران نیز به این مؤسسات کمک می‌کنند.

## زنانِ در معرضِ خشونت در ایران چگونه می‌توانند مهمانِ «خانه امن» شوند؟
زنانی که در خانه مورد آزار و خشونت خانگی قرار می‌گیرند و شرایطی برای آنها پیش می‌آید که خودشان و فرزندانشان در محیط خانه امنیت جانی و روانی ندارند و بعد از بیرون از آمدن از خانه هم جایی برای ماندن ندارند می‌توانند وارد خانه امن شوند. اگر زن احساس می‌کند در صورتِ ماندن در خانه، جانش در خطر است؛ می‌تواند مهمان خانه امن شود. اما پیش از آن باید مراحلی را طی کند

### مراحلِ پذیرش در ایران
زنِ آسیب دیده یا در معرضِ خطر، نخست باید با ۱۲۳ یا «اورژانس اجتماعی» تماس بگیرد و موضوع را اطلاع دهد. پس از آن، گروه سیار ۱۲۳ با همراهی نیروی انتظامی و هماهنگی ضابط قضایی به خانهٔ تماس‌گیرنده مراجعه و مددکار شرایط را بررسی می‌کند و اگر خشونت خانگی تأیید شود، زن به همراه فرزندانش به مراکز مداخله در بحران منتقل می‌شود؛ البته ممکن است این زنان نه به صورت خود مُعرّف که توسط نیروی انتظامی نیز به سازمان بهزیستی معرفی شوند.

### معرفیِ زنانِ آسیب‌دیده
گاهی زنانِ آسیب دیده به خاطر ترسی که از شریک زندگی خود دارند —با وجودِ بروز خشونت— مایل به معرفیِ خود و دریافتِ کمک نیستند. شهروندان در صورتِ دیدنِ خشونت نسبت به زنان در خانواده می‌توانند چنین زنانی را به «سازمان بهزیستی» معرفی کنند تا موضوع از سوی آنان مورد بررسی قرار گیرد و در صورت لزوم، پوششِ لازم انجام شود.

## تاریخچه

### آسیا
ارائه سرپناه به زنان بدسرپرست مفهوم جدیدی در آسیا نیست. در ژاپن فئودالی، معابد بودایی معروف به Kakekomi Dera به عنوان مکان‌هایی عمل می‌کردند که زنان مورد آزار و اذیت می‌توانستند در آن پناه بگیرند. با این حال، یک سیستم رسمی تا سال ۱۹۹۳ ایجاد نشد؛ یعنی زمانی که جنبش مردمی زنان ژاپن نخستین پناهگاه را ساخت. امروزه سی پناهگاه در سراسر کشور وجود دارد. سرپناه‌های زنان در چین تا دهه ۱۹۹۰ وجود نداشت و از آن زمان به بعد نیز در کشور تنها تعداد کمی افتتاح شد. در پکن هیچ سرپناهی برای بیست میلیون ساکن وجود ندارد.
هنگامی که افزایش خشونت خانگی در طول همه‌گیری کووید-۱۹ در فرانسه رخ داد، دولت فرانسه یک میلیون یورو برای ایجاد ۲۰ مرکز کمک جدید در سراسر کشور در نزدیکی سوپرمارکت‌ها سرمایه‌گذاری کرد، جایی که قربانیان می‌توانند در حین بیرون رفتن برای خرید مواد غذایی به آنجا بروند و در آنجا پناه بگیرند. مکانی‌هایی با ده‌ها اتاق هتل که به عنوان سرپناه موقت عمل می‌کردند و هزینهٔ آنها توسط دولت پرداخت می‌شد.

### آلمان
نخستین پناهگاه برای زنان آسیب دیده در سال ۱۹۷۶ در برلین غربی افتتاح شد که توسط زنان جنبش زنان خودمختار با بودجه وزارت امور خانواده ایجاد شد. پروژه برلین موجی از بنیادهای پناهگاه‌های زنان را برانگیخت که بر اساس بند ۷۲ قانون کمک‌های اجتماعی فدرال به آنها کمک مالی اعطا شد. به عنوان مثال، شورای شهر کلن در دسامبر ۱۹۷۶ تصمیم گرفت تا هزینه پناهگاه زنان را که توسط یک مددکار اجتماعی راه اندازی شده بود، تأمین کند. در سال‌های بعد، پناهگاه‌های زنان در شهرهای دیگر آلمان نیز ساخته شد. بیشتر آنها پروژه‌های جنبش خودمختار زنان بودند.

### ایران
بهزیستی دارای خانه‌های بهداشت، مرکز مداخلات اجتماعی و خانه‌های امن می‌تواند ۲۰ روز خدمات ارائه دهد و پس از آن حداکثر تا ۶ ماه خدمات دائمی ارائه دهد. در مشهد دو خانه وجود دارد و اراک یک مرکز دارد. اصفهان یک مرکزِ توانبخشی دارد. البته شرایطی نیز برایِ پذیرش وجود دارد: سن زنان نباید کمتر از ۱۵ سال باشد. سپاه و شهرداری تهران دارای مرکز زنان معتاد سابق در شرق شهر هستند. آنها شماره تلفن اضطراری دارند که مردم می‌توانند با شماره ۱۲۳ تماس بگیرند. سنندج دارای یک ساختمان با ظرفیت ۶۰ نفر است.

## خدمات
بسیاری از زنان در شرایطِ خشونت و فرار، بی‌خانمان می‌شوند؛ زیرا از نظر مالی به آزارگرِ خود وابسته هستند و پس از قطع ارتباط با شریک زندگی، حمایت مالی ی را نیز از دست می‌دهند. میانگین مدت اقامت زنان در ایالات متحده بین سی تا شصت روز است. با این حال، این در کشورهای مختلف متفاوت است و برای مثال در اروپا، چهار کشور اقامت را به چند هفته محدود می‌کنند. مسکن انتقالی —شکل دیگری از سرپناه زنان— نیز امکان اقامت تا یک سال را فراهم می‌کند، در حالی که برخی از جوامع، اعطایِ مسکن عمومی و خصوصی را برای مدت طولانی‌تری ارائه می‌دهند.
سرپناه‌ها معمولاً به عنوان بخشی از یک برنامه فراگیر مقابله با خشونت خانگی ارائه می‌شوند که می‌تواند شامل خط تلفن بحران، خدمات برای کودکان بی‌پناه، برنامه آموزشی و برنامه درمان مجرمان باشد. خود پناهگاه‌ها نیز خدمات متنوعی ارائه می‌دهند. آنها مشاوره، گروه‌های حمایتی و کارگاه‌های مهارتی را برای کمک به زنان برای حرکت مستقلِ زنان پس از خشونت ارائه می‌دهند. در نهایت، آنها حمایت از کودکان و همچنین حمایت قانونی و پزشکی را نیز ارائه می‌دهند.
بیشتر ساکنان خانه‌های زنان، فرزندانِ زنانی هستند که قربانی خشونت می‌شوند. خدمات برای کودکان، اغلب شامل مشاوره و گزینه‌های گروه‌درمانی است که به منظور تقویت روابط والدین و فرزند و کمک به سلامتِ روانیِ کودک است.
زنان اغلب از اختلالات اضطرابی، افسردگی و اختلالات استرس پس ازسانحه (PTSD) رنج می‌برند. از آنجایی که زنان در پناهگاه‌ها نسبت به زنانی که از این خدمات استفاده نمی‌کنند به احتمال زیاد، آزار جسمی و روحی شدیدتری را تجربه کرده‌اند، احتمال ابتلا به اختلالات استرس پس از سانحه نیز در آنان بیشتر است. پیامدها و عوارضِ منفیِ عاطفی و ذهنیِ پس از خشونت، بر فرصت‌های شغلی و توانایی زنان برای عملکرد در زندگی عادی در آینده نیز تأثیر می‌گذارد. پناهگاه‌های زنان سعی می‌کنند با این اثرات مقابله کنند و همچنین از موارد سوء استفاده در آینده جلوگیری کنند.
استفاده از پناهگاه ممکن است منجر به عملکرد بهتر بازماندگان و گزارش کمتر سوء استفاده در کوتاه مدت شود. اما خدماتِ انتقالِ به محیطِ امن و ارائه محل زندگی برایِ مدتِ طولانی، ارزشمندتر هستند. گرچه عمدتاً پذیرشِ فوریِ پناهجو و ارائه خانهٔ امن به او می‌تواند جانِ وی را نجات دهد یا روانِ او را در برابرِ آسیب هایِ دائمی محافظت کند.

## مقالات وابسته
- خشونت خانگی
- قتل ناموسی در ایران